# Jan Štohanzl
Jan Štohanzl (* 20. März 1985 in Třebíč) ist ein tschechischer Fußballspieler.

## Karriere
Štohanzl begann mit dem Fußballspielen im Alter von sechs Jahren bei TJ Slavoj TKZ Polná. Zur Saison 1996/97 wechselte der offensive Mittelfeldspieler in die Jugendabteilung von Spartak PSJ Motorpal Jihlava (heute: FC Vysočina Jihlava). Sein Debüt in der ersten Mannschaft gab Štohanzl in der Spielzeit 2004/05, in der das Team in die Gambrinus Liga aufsteigen konnte. In der Hinrunde der Saison 2005/06 bestritt er 13 Erstligaspiele für Jihlava und wechselte in der Winterpause zum FK Teplice. Dort wurde er in drei Jahren 55 Mal eingesetzt, wobei ihm zwei Tore gelangen. Für die Rückrunde der Saison 2008/09 wurde Štohanzl an seinen ehemaligen Verein Vysočina Jihlava verliehen, für den er in 13 Zweitligapartien drei Treffer erzielte.
Im Sommer 2009 ging der Mittelfeldakteur zu Bohemians 1905 in die tschechische Hauptstadt Prag. Dort war er Stammspieler und schoss neun Tore in 52 (von 60 möglichen) Spielen. Zur Saison 2010/11 wechselte Štohanzl zum FK Mladá Boleslav, wo er einen etwas schwereren Stand hatte und im ersten Jahr nur 13 Mal in der Anfangsformation stand und 10 Mal eingewechselt wurde. In der Spielzeit 2011/12 bestritt er 24 Spiele für die Mittelböhmen – dabei erzielte er drei Tore. In der Folgesaison lief er 23 Mal für die Blau-Weißen auf, wobei ihm vier Treffer gelangen. Im August 2014 ermöglichte Mladá Boleslav dem inzwischen 29-Jährigen, auf Leihbasis in die indische Super League zum Mumbai City FC zu wechseln. Nach seiner Rückkehr wechselte Štohanzl, erneut zur Leihe, zu Slavia Prag und unterschrieb 2016 bei Zbrojovka Brünn. Kurze Stationen in Táborsko und Neugersdorf folgten. Seit 2019 spielt er in der tschechischen vierten Liga.